# Marcel Anthoon
Marcel Anthoon (ur. 20 października 1933 w Antwerpii) – belgijski pływak, uczestnik Letnich Igrzysk 1952 w Helsinkach.
Podczas igrzysk olimpijskich w 1952 roku wystartował w sztafecie 4 × 200 metrów stylem dowolnym. Razem z zespołem odpadli w eliminacjach z czasem 9:45,5. Jego brat Joseph startował razem z nim w sztafecie.